# Linia kolejowa Schöneweide – Spindlersfeld
Linia kolejowa Schöneweide – Spindlersfeld – lokalna, zelektryfikowana linia kolejowa biegnąca przez teren Berlina, w Niemczech. Biegnie od dworca Berlin Schöneweide do przystanku Berlin-Spindlersfeld. Wykorzystywana jest wyłącznie przez pociągi S-Bahn w Berlinie.